# Schloss Wanghausen

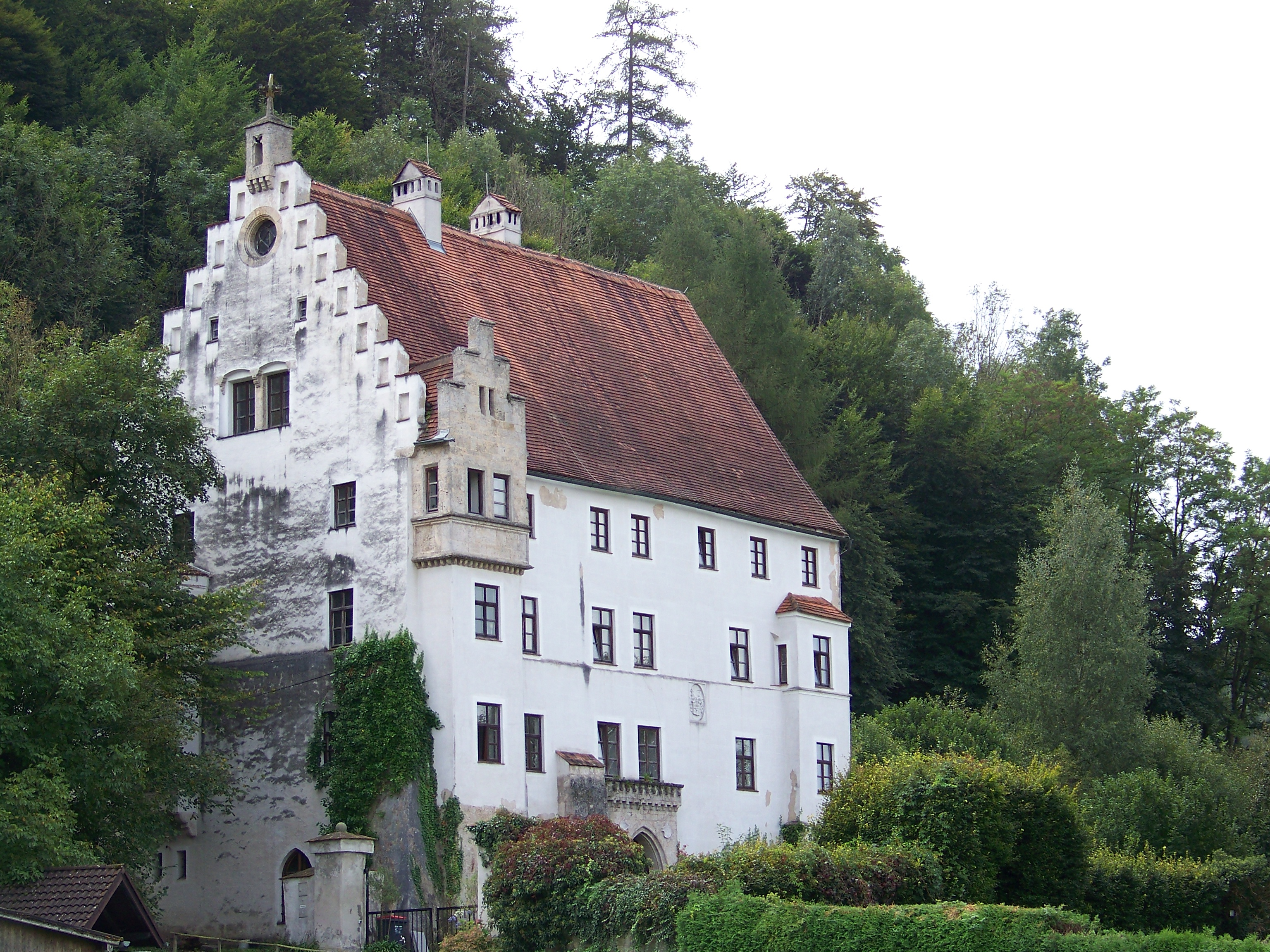
Schloss Wanghausen von Südosten

Das Schloss Wanghausen ist ein Schloss in der Gemeinde Hochburg-Ach, Bezirk Braunau, Oberösterreich.

## Geschichte

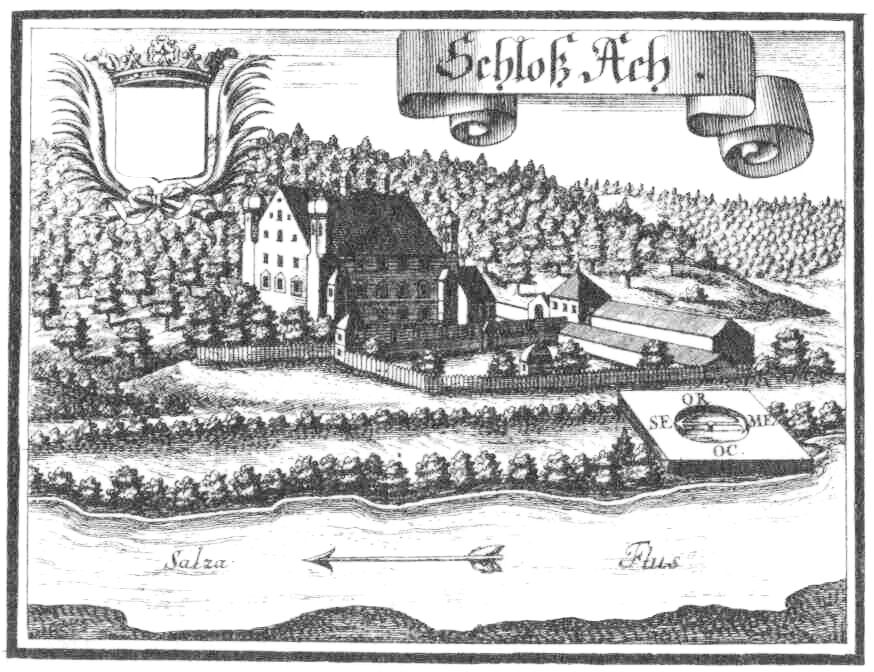
Schloss Ach, Kupferstich von Michael Wening, 1721

Das Schloss wurde 1280 im Meier-Helmbrecht-Epos (als Wanchusen) erstmals schriftlich erwähnt. Wanghausen ist aber älter; es war der Sitz der Acher, von denen der erste als Herbordus de ache bereits 1180 urkundlich auftrat. Georg Acher ließ das Schloss im 12. Jahrhundert einstöckig aufbauen. Nach den Achern folgten 1406 die Kemater. Der letzte Kemater war Christoph Kemater (verstorben 1585); seine Witwe Felizitas hat dann Georg Viktor Stückl geheiratet; dieser verkaufte das Schloss 1623 an Erasmus G(K)ratzer. Ihm folgten Christoph Scharz und dann die Freiherrn Prielmayr. 1848 erfolgte der Verkauf an Baron Wening-Ingenheim. Das Schloss kam dann in den Besitz des Fabrikanten Heinrich Nitzel, dann folgte ein Apotheker Christensen aus Landau an der Isar und von 1861 bis 1863 ein Leon Bachem. Auf diesen folgte 1870 Rudolf Graf Hoyos, er verkaufte 1887 das Schloss an Gräfin Amalie Lesconitz von Reichenbach. 1893 gelangte Wanghausen in den Besitz des Bergwerkbesitzers Paul Ziegler aus Pilsen bzw. in der Erbfolge an dessen Sohn Walter Ziegler (1859 bis 1932). Diesem folgte seine Tochter Waltraud von Gruber-Rehenburg nach, welche das Schloss mit ehemaligem Jagdhaus 1962 an Brunnhölzel aus Burghausen verkaufte.
Bis 1779, als das Innviertel erstmals zu Österreich kam, gehörte es zum Gerichtsbezirk Burghausen, das sich auf der gegenüberliegenden Salzachseite befindet.
Zwei heimatkundlich interessierte Autoren entwickelten die These Kaspar Hauser sei in seiner Kindheit wahrscheinlich im Schloss Wanghausen gefangen gehalten worden. Für ihre Vermutungen konnte bisher aber kein historischer Beweis erbracht werden.

## Beschreibung

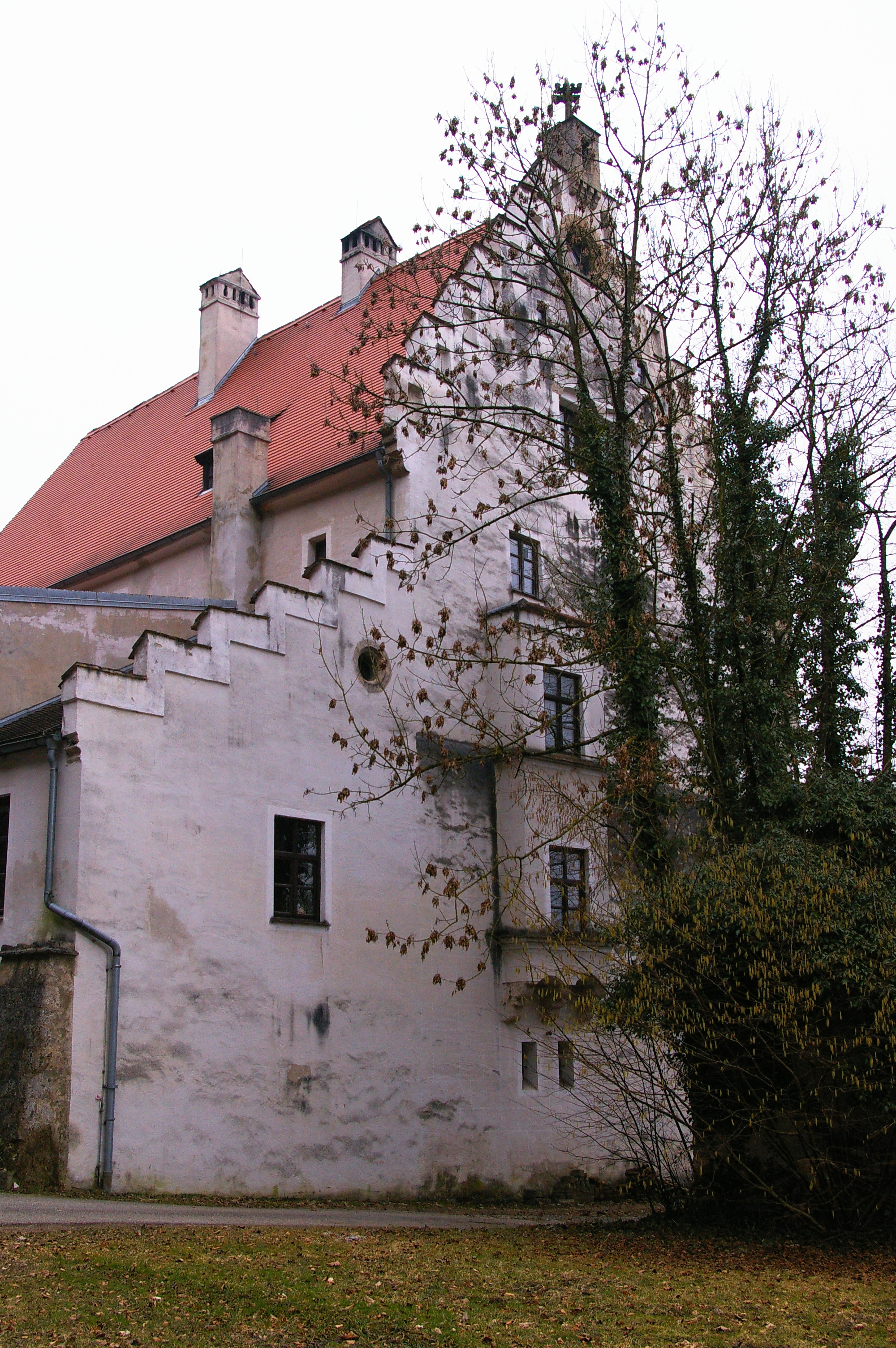
Ostseite

Das Schloss steht auf der rechten Salzachseite bei der neuen Salzachbrücke, die von Burghausen nach Ach führt. Der Grundriss bildet ein stumpfes Rechteck, der viergeschoßige Bruchsteinbau ist mit einer glatten Fassade versehen und besitzt ein hohes Satteldach. An der Ostseite wurden im 19. Jahrhundert ein Treppengiebel aufgebaut. Im Erdgeschoß befindet sich ein granitenes Gewölbe, welches auf einer Mittelsäule mit achteckigem Kapitell ruht. Einige Räume in den Obergeschoßen verfügen über Kassettendecken. Im gotischen Portal des Schlosszugangs sind Wappen der Prielmayr und der Wenings. Auf zwei Marmorsäulen befinden sich weitere Wappen. Erwähnenswert ist ein Wandbrunnen aus rotem Marmor mit einem Löwenkopf.
Das Gebäude befindet sich heute im Privatbesitz und ist nicht zu besichtigen. Frei zugänglich ist aber der Rosengarten des Schlosses.